# Tympanoctomys barrerae
La rata vizcacha roja o  rata vizcacha colorada (Tympanoctomys barrerae) es una especie de roedor histricomorfo de la familia Octodontidae, la única del género Tympanoctomys.  Es endémica de las estepas secas y salinas del centro-oeste de Argentina. Alcanza 40 cm de longitud.
Se alimenta de plantas halófilas, lo que requiere tener un riñón adaptado a una dieta muy rica en sal.

## Número cromosómico
Esta especie de roedor es muy especial porque es tetraploide, es decir, posee cuatro juegos de cromosomas, una rareza entre los mamíferos que normalmente son diploides. Se piensa que hubo un ancestro que dobló su número cromosómico, presumiblemente por errores en la mitosis o en la meiosis. Se ha encontrado otra especie muy relacionada también tetraploide. 
Su cariotipo es de 102 cromosomas bibraquiados a partir de su linaje ancestral que tiene 56 cromosomas, también bibraquiados y con heterocromatina pericentromérica.

## Etimología
Su nombre científico viene del griego tympa, por el gran desarrollo de las bullas timpánicas del cráneo, y octomys debido a sus molares en forma de ocho. El término de referencia a la especie, barrerae, es en homenaje al parasitólogo J. M. de la Barrera que estudió sus ectoparásitos, encontrando la especie de pulga Parapsyllus barrerai solo en este roedor.